# Mesorregión del Sudoeste Piauiense
La mesorregión del Sudoeste Piauiense es una de las cuatro mesorregiones del estado brasileño del Piauí. Es formada por la unión de 62 municipios agrupados en seis microrregiones.

## Microrregiones
- Alto Medio Gurguéia
- Alto Parnaíba Piauiense
- Bertolínia
- Chapadas del Extremo Sur Piauiense
- Floriano
- São Raimundo Nonato

- Datos: Q2551523